# Brezal de Luneburgo
El Brezal o Landa de Luneburgo (en alemán: Lüneburger Heide, pronunciación: /ˈlyːnəˌbʊʁɡɐ ˈhaɪ̯də/ⓘ) es el área más grande de brezo (brezal) y bosques de enebros de Alemania.

## Historia
Hace 1000 años se descubrió por casualidad sal en la región. El comercio con la sal convirtió a Luneburgo en una ciudad hanseática rica.

## Geografía

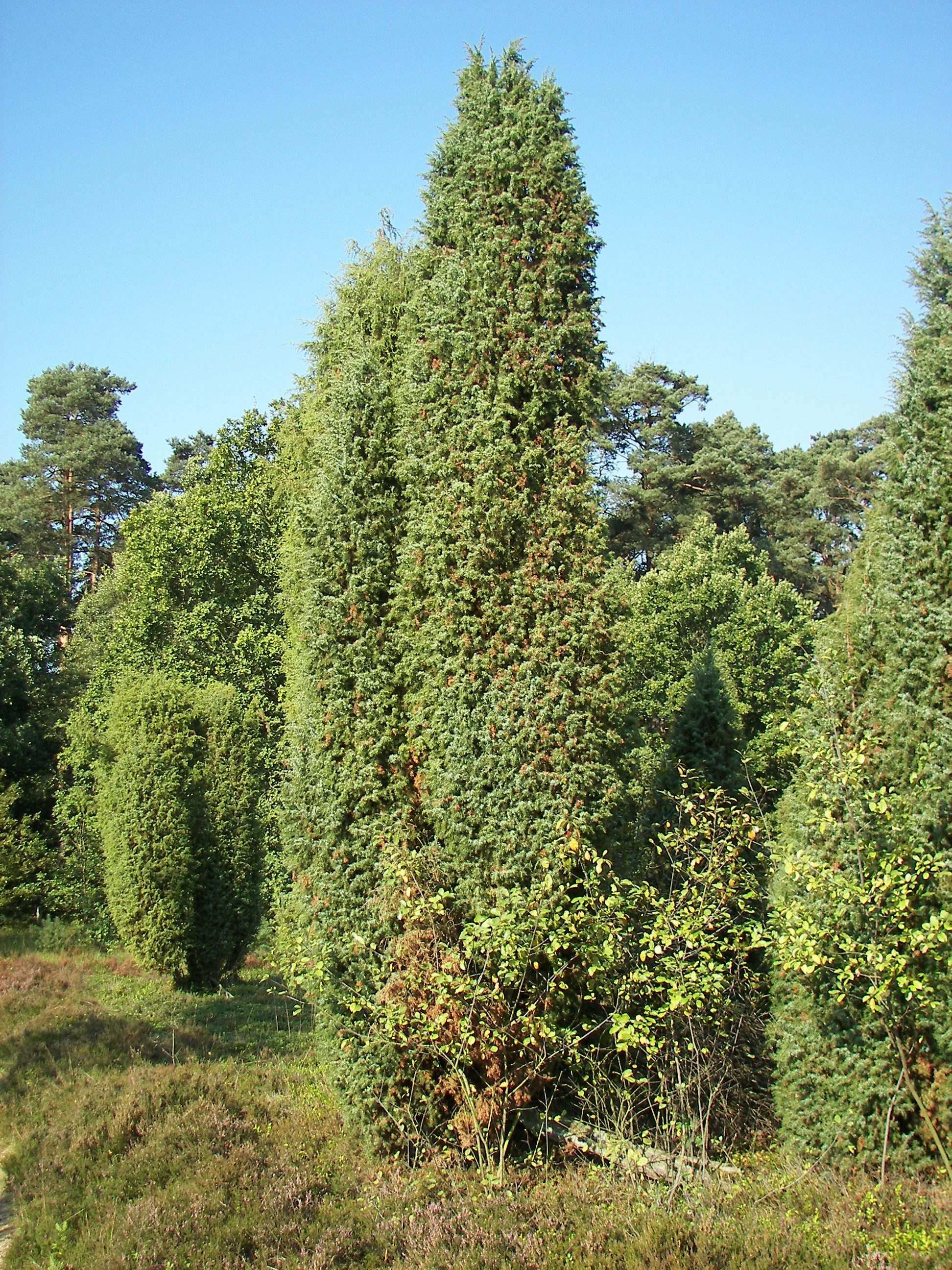
Bosques de enebros en la Lüneburger Heide.

Lüneburger Heide se encuentra al noroeste de Baja Sajonia, entre las ciudades de Hamburgo, Bremen y Hanóver. El nombre en alemán significa brezal de Luneburgo.

## Ciudades y grandes comunidades
| - Amelinghausen - Bad Bevensen - Bad Fallingbostel - Bergen - Bienenbüttel - Bispingen - Bomlitz - Bothel - Brockel - Buchholz in der Nordheide | - Celle - Ebstorf - Faßberg - Fintel - Gifhorn - Hanstedt - Kirchlinteln - Kirchwalsede - Lauenbrück - Lindwedel | - Luneburgo - Munster - Neuenkirchen - Scheeßel - Schneverdingen - Schwarmstedt - Soltau - Tostedt - Uelzen - Undeloh | - Unterlüß - Verden - Visselhövede - Walsrode - Wietzendorf - Wriedel |

## Dato de interés histórico
En algún lugar desconocido del Brezal de Luneburgo fue enterrado por tropas británicas el SS Reichsführer Heinrich Himmler, el 24 de mayo de 1945, un día después de que se suicidara; el cadáver no ha vuelto a aparecer.

## Literatura
- Cordes, H. u.a. (1997): Naturschutzgebiet Lüneburger Heide. Geschichte, Ökologie, Naturschutz. - Hauschild-Verlag, Bremen. ISBN 3-931785-36-X
- Kleinburg, Tobias & Prüter, Johannes: Naturschutzgebiet Lüneburger Heide, Schneverdingen 2006, im Internet  (enlace roto disponible en Internet Archive; véase el historial, la primera versión y la última).
- Küster, Hansjörg: Geschichte der Landschaft in Mitteleuropa, Múnich 1999, ISBN 3-406-45357-0
- Lütkepohl, M. und Tönnießen, J. (1999): Naturschutzpark Lüneburger Heide. Ellert und Richter, Hamburg. ISBN 3-89234-300-4
- Pott, R. (1999): Lüneburger Heide. – Exkursionsführer Kulturlandschaften. Ulmer-Verlag, Stuttgart. ISBN 3-8001-3515-9
- Rademaker, D. und Tönnießen, J. (1995): Lüneburger Heide - Eine Kulturlandschaft im Wandel der Zeiten. Umschau, Frankfurt. ISBN 3-524-63061-8